# 克林頓縣 (密歇根州)
克林頓縣（英語：Clinton County）是美国密西根州中南部的一個縣，面積1,488平方公里。根據2020年美國人口普查，共有人口79,128人。縣治聖約翰斯，縣名紀念纽约州第七、九任州長德威特·克林顿。